# Phryne

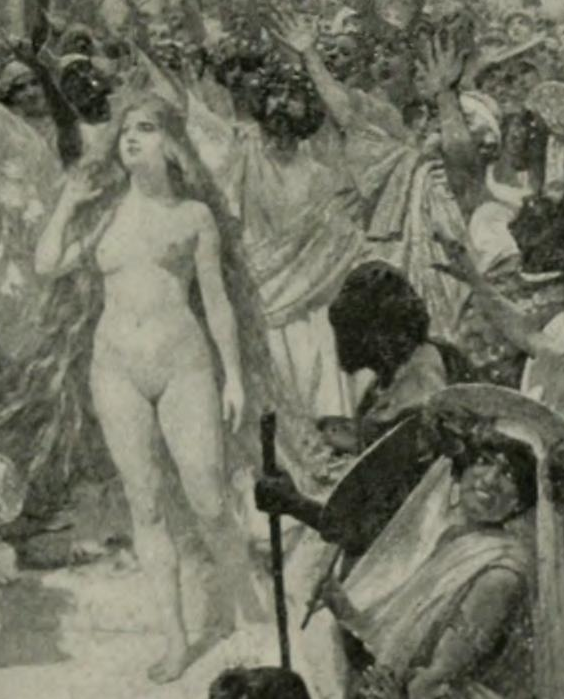
Tác phẩm "Phryne aux fetes de Venus", Louis Chalon, 1901.

Phryne (tiếng Hy Lạp: Φρύνη, tiếng Anh: Phryne) là một cô gái hetaera (courtesan) nổi tiếng xinh đẹp thành Athens thời Hy Lạp cổ đại vào thế kỷ thứ 4 TCN. Sắc đẹp của Phryne là hình mẫu, niềm cảm hứng sáng tác bất tận cho hội họa điêu khắc lúc bấy giờ.

## Cuộc đời

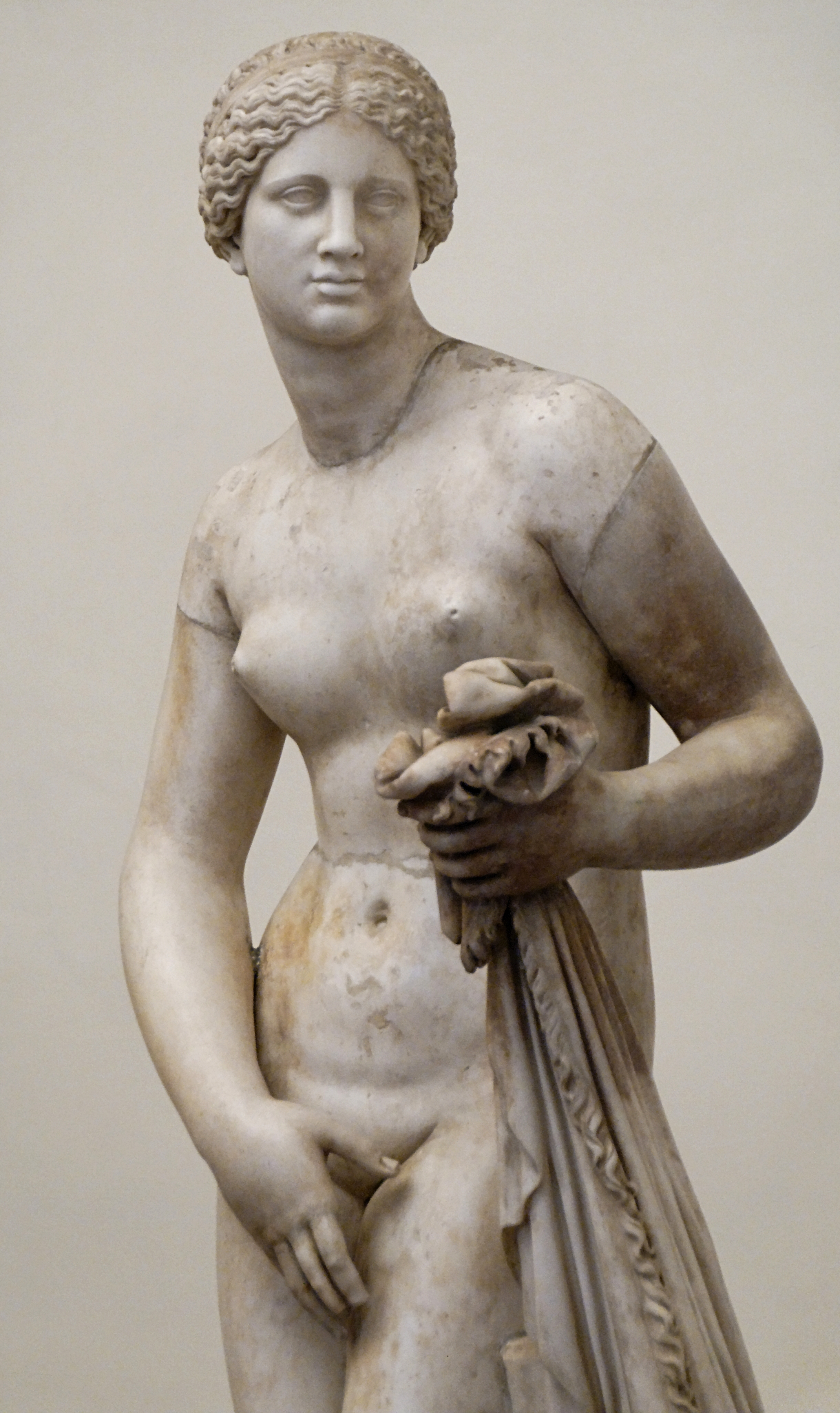
Bản sao chép của bức tượng Aphrodite of Knidos. Phryne được cho là người mẫu của tác phẩm.

Tên thật của Phryne là Mnēsarétē (tiếng Hy Lạp: Μνησαρετή, nghĩa là “đức hạnh”). Tuy nhiên kể từ khi dấn thân vào nghề kỹ nữ và do màu da ô lưu không phải đặc trưng của người Hy Lạp của mình nàng được gọi với cái tên Phryne nghĩa là "Cóc". Biệt hiệu này cũng thường được đặt cho các kỹ nữ . 
Phryne được sinh ra vào khoảng năm 371 TCN, là con gái của Epicles sinh ra tại Thespiae, nhưng sống tại Athens. Đúng trong năm này quân Thebes triệt phá Thespiae và trục xuất cư dân ở đây sau khi họ thắng Trận Leuctra. Không rõ Phryne mất năm nào. Có thể nàng sống lâu hơn kỳ tái thiết ở Thebes những năm 315 và 316 TCN.

## Giai thoại

### Đề nghị được xây dựng lại các bức tường Thebes
Vẻ đẹp hiếm có của Phryne đã làm say đắm nhiều vương tôn quý tộc. Điều đó đem lại cho nàng một tài sản rất lớn và một đời sống khá sung túc. Điều này từng được chứng minh trong giai thoại Athenaios nhắc đến trong sự kiện Phryne từng ngỏ ý tài trợ cho việc xây dựng lại các bức tường của Thebes, đã bị phá hủy bởi Alexandros Đại đế trong năm 336 TCN nhưng đề nghị này đã bị phía Thebes từ chối do điều kiện của nàng quá táo bạo khi yêu cầu phải khắc lên tường dòng chữ "bị Alexandros phá hủy, được kỹ nữ Phryne khôi phục".

### Tính cách tự do

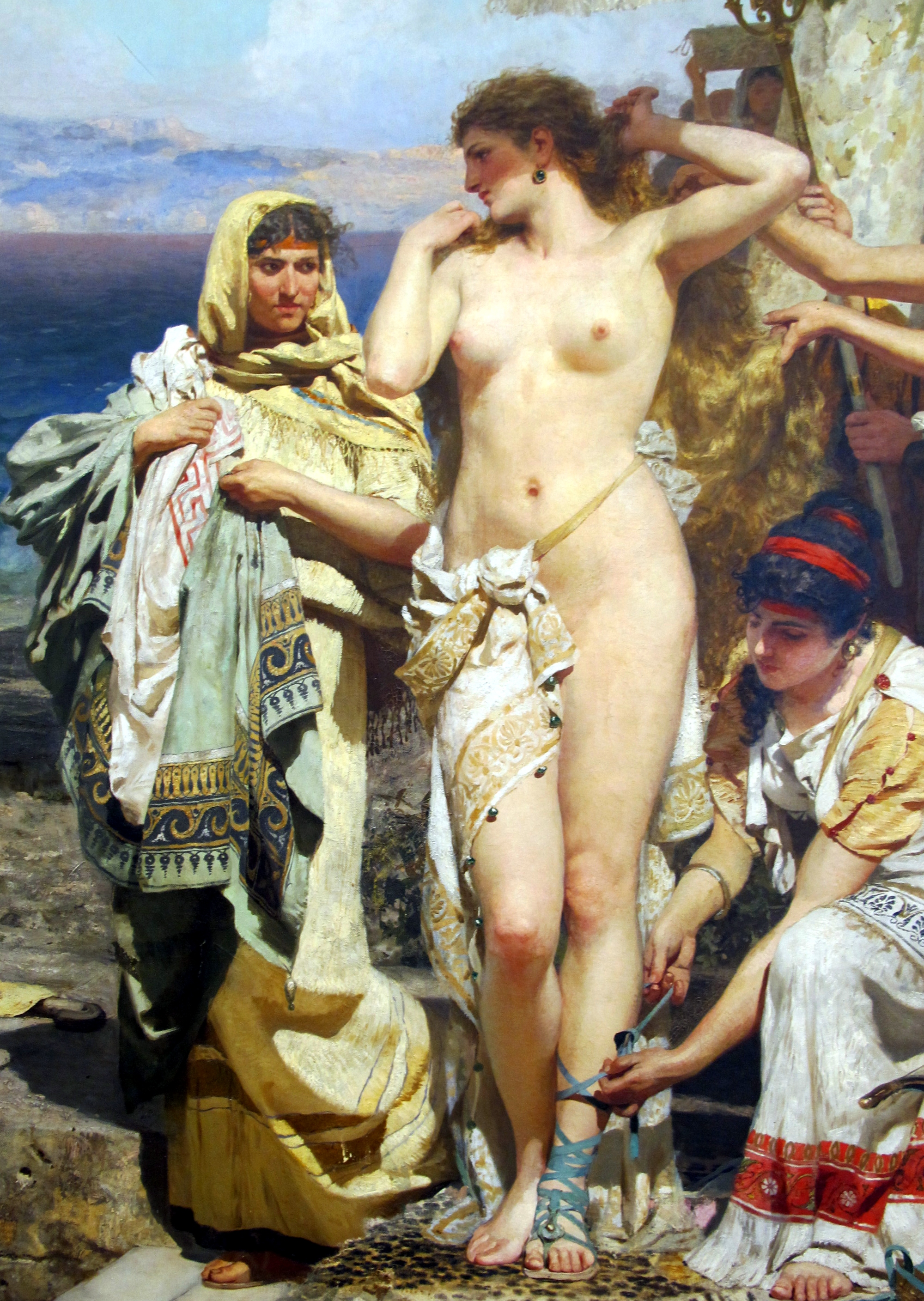
Tác phẩm “Phryne tại lễ hội tạ ơn thần Poseidon”, Henryk Siemiradzki,1889

Phryne còn được tương truyền bởi tính cách tự do, nàng ra giá mỗi khách hàng còn tùy vào cảm xúc. Nàng tự nguyện dâng hiến trao ân huệ miễn phí cho nhà triết học Diogenes thành Sinope vì ngưỡng mộ trí tuệ và đức hạnh của ông nhưng từ chối thẳng thừng vua Lidya bởi cho rằng ông ta trả một khoản vô lý và số tiền không thể tưởng tượng-ông ta đưa giá rất cao nhưng sẽ lại tăng thuế người trong nước. Phryne cũng từ chối khi chính khách Athen Demosthenes đề nghị thanh toán cho nàng một khoản tiền tương đương với mức lương hàng năm của một người đàn ông.
Theo Athenaios Phryne được mô tả khá khiêm nhường và kín đáo, nàng luôn sử dụng một chiếc áo dài che kín cơ thể và không xuất hiện ở các phòng tắm công cộng. Nhưng một lần trong lễ hội trọng đại tạ ơn thần Poseidon tại Elefsina Phryne đi ra từ hàng hiên của ngôi đền, nàng trút bỏ toàn bộ xiêm y, thả mái tóc xõa dài, mình trần bước qua đám đông các tín đồ đang đổ dồn ánh mắt, xuống biển ngâm mình để tỏ lòng tôn kính với vị thần. Họa sĩ Apelles đã thấy được cảnh tượng đó đã vẽ nên bức họa nổi tiếng Venus Anadyomene (thần vệ nữ đi lên từ mặt biển).

### Phryne bị truy tố tại Areopagus

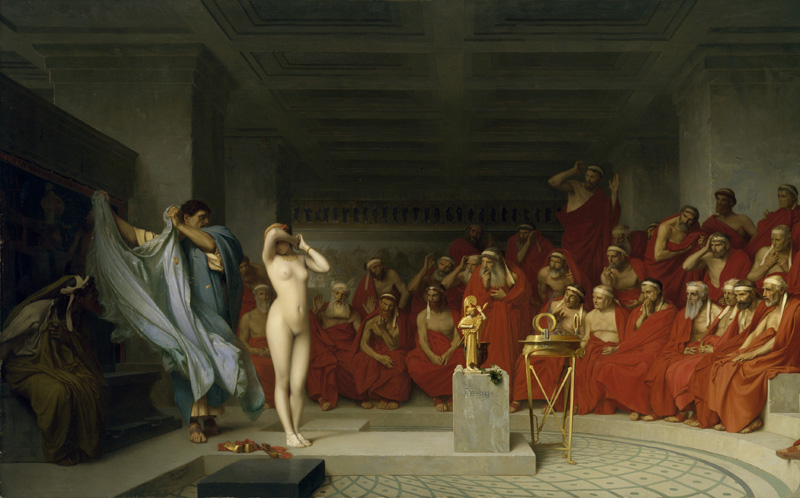
Tác phẩm "Phryne tại Areopagus",Jean-Léon Gérôme, 1861.

Sự kiện nổi tiếng nhất trong cuộc đời của Phryne là vụ kiện ở Areopagus Athenaios viết rằng Phryne đã bị cho là đã báng bổ thánh thần trong lễ hội Eleusinian, Nàng bị truy tố ở tòa án trên đồi Areopagus.
Sử gia Anaximenes cố đưa ra các luận điểm truy tố khép Phryne phạm tội nghịch đạo và nàng có thể phải nhận một hình phạt rất khắc nghiệt. Tuy nhiên nhà hùng biện Hypereides, một người yêu của Phryne tình nguyện bào chữa cho nàng tại phiên tòa. Khi bản án ngày diễn ra theo chiều hướng bất lợi cho Phryne, mọi cố gắng của luật sư biện hộ Hypereides không tạo được sức thuyết phục, các quan tòa chuẩn bị tuyên án. Như một nỗ lực cuối cùng Hypereides liền dắt Phryne ra giữa tòa án bất ngờ lột trần nàng trước mặt đông đảo hội đồng thẩm phán. Cuối cùng ông nói: "Làm sao một lễ hội tôn vinh các vị thần lại có thể bị xúc phạm bởi chính vẻ đẹp mà họ ban cho". 

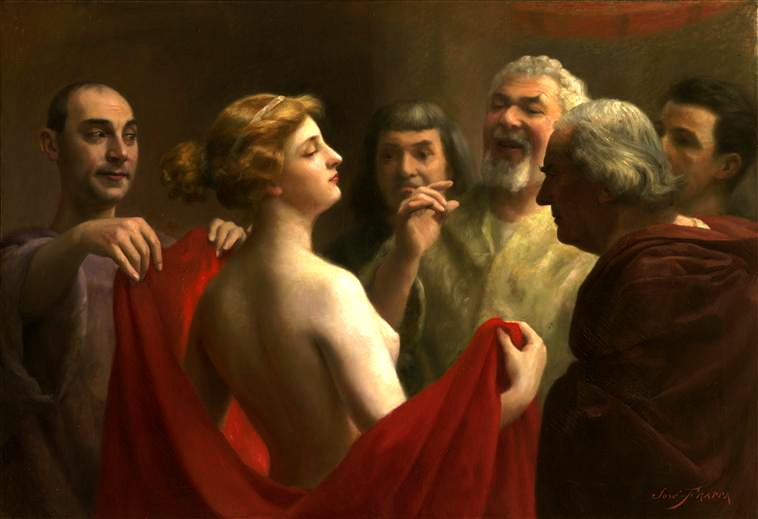
Tác phẩm "Phryne", José Frappa, 1904

Các thẩm phán sau cùng đã giật mình bởi những gì họ nhìn thấy trên cơ thể để trần của Phryne. Vẻ đẹp tuyệt mỹ của nàng đã gieo vào các thẩm phán với một niềm sợ hãi mê tín dị đoan rằng nàng là "tiên tri hoặc nữ tu" của Aphrodite bởi người Hy Lạp cổ đại xem vẻ đẹp hình thể như một món quà của nữ thần tình yêu Aphrodite và cơ thể Phryne theo các vị thẩm phán là quá hoàn hảo đã không thể có một chuẩn mực nào khác, nó như là một dấu hiệu của sự ưu ái của Thiên Chúa. Vẻ đẹp ấy phải là của thần thánh hay ít nhất cũng nắm giữ những hạt giống của thần thánh. Một sinh vật thần thánh không thể xúc phạm các vị thần và họ cho rằng kết án nàng sẽ là một tội lỗi chống lại Aphrodite và không dám mạo hiểm phải gánh chịu cơn giận của nữ thần tình yêu.
Phryne lập tức được tuyên bố vô tội nhưng nhà hùng biện cũng bị đuổi khỏi Tòa án tối cao. Vụ án xét xử Phryne sau được mô tả bởi nhiều họa sĩ trở thành đề tài được ưa chuộng.

## Trong nền văn hóa và nghệ thuật đương đại
- Điêu khắc: Nhà điêu khắc Praxiteles - một người yêu của Phryne cũng đã mượn hình ảnh của nàng để tạc nên bức tượng “Venus” đầu tiên trong lịch sử điêu khắc đó là kiệt   tác mang tên “Aphrodite of Cnidos”. Bức tượng đã trở thành nổi tiếng với vẻ đẹp của nó, được đánh giá cao từ mọi góc độ, và được lấy làm kích thước chuẩn mực khuôn mẫu cho các tác phẩm điêu khắc phụ nữ về sau. Tuy nhiên Bức tượng này đã không còn. Có thể nó đã bị mất trong một vụ cháy trong các cuộc bạo loạn Nika. Praxiteles cũng tạc hai bức tượng khác cho người yêu Phryne: một bức tượng tạc nàng trần truồng được làm bằng vàng khối và được dâng trong đền thờ của Delphi. Bức tượng tạc Phryne sau đã bị nung để đúc tiền và một bức tượng thần Eros sau được dâng trong đền thờ của Thespiae đặt giữa hai bức tượng vua Archidamus III và vua Philip II và
- Văn học: Trong bài thơ La Beauté của Charles Baudelaire và Die Flamingos của Rainer Maria Rilke, các nhà thơ tiết lộ rằng đã được truyền cảm hứng từ vẻ đẹp nổi tiếng của Phryne. Nhà văn hy lạp hiện đại Dimitris Varos đã viết một cuốn sách mang tên Phryne nhà văn tưởng tượng Ba Lan Witold Jablonski, cũng đã viết cuốn sách có tên kỹ nữ Phryne
- Âm nhạc: Nhà soạn nhạc Charles-Camille Saint-Saëns đã sáng tác vở opera Phryné (1893)